# Биско (острови)
Биско (на английски: Biscoe Islands; на френски: Îles Biscoe) са група острови, разположени в североизточната част на море Белингсхаузен, попадащо в акваторията на Тихоокеанския сектор на Южния океан. Простират се от североизток на югозапад на протежение от 135 km покрай северозападния бряг на Антарктическия полуостров (Бряг Лубе и Бряг Греъм на Земя Греъм), от който ги отделя протока Грандидие, а на юг протока Мата ги отделя от големия остров Аделейд. Състоят се от 60 острова, разделени от протока Пендълтън на две групи – Северна и Южна. Най-големите 6 острова са Рено, Рабо, Лавоазие, Уоткинс, Крог и Пиквик. Бреговете им са силно разчленени и стръмни. Почти целогодишно са покрити със снегове и ледове. Имат планински релеф.
Част от островите са открити през февруари 1832 г. от английския мореплавател Джон Биско, които по-късно са наименувани в негова чест.